# Estación de Parque Parla Este
Parque Parla Este es una estación de la línea ML-4 de Metro Ligero de Madrid (Tranvía de Parla) situada en la calle del Paraguay, a la altura del parque del Universo de Parla. Abrió al público el 6 de mayo de 2007.
Su tarifa corresponde a la zona B2 según el Consorcio Regional de Transportes.

## Accesos
- Parque Parla Este Calle del Paraguay, 16

## Líneas y conexiones

### Tranvía de Parla
| << cabecera | < estación | línea | estación >            | cabecera >> |
| ----------- | ---------- | ----- | --------------------- | ----------- |
| circular    | Isabel II  |       | Avenida Sistema Solar | circular    |

### Autobuses
| Diurnos |             |                                     |                           |
| Línea   | Destino     | Parada                              | Operador                  |
| 3       | Hospital    | 16201 Av. América - Centro de Salud | Avanza Movilidad Integral |
| 3       | Laguna Park | 17432 Av. América - Centro de Salud | Avanza Movilidad Integral |

| Diurnos   |                         |                                     |                           |
| Línea     | Destino                 | Parada                              | Operador                  |
| 462       | Getafe                  | 16201 Av. América - Centro de Salud | Avanza Movilidad Integral |
| 462       | Parla                   | 17432 Av. América - Centro de Salud | Avanza Movilidad Integral |
| Nocturnos |                         |                                     |                           |
| Línea     | Destino                 | Parada                              | Operador                  |
| N806      | Parla / Madrid (Atocha) | 16201 Av. América - Centro de Salud | Avanza Movilidad Integral |